# Acroporium warburgii
Acroporium warburgii är en bladmossart som beskrevs av Fleischer 1923. Acroporium warburgii ingår i släktet Acroporium och familjen Sematophyllaceae. Inga underarter finns listade i Catalogue of Life.